# AN/UYK-20
AN/UYK-20 — малогабаритный бортовой компьютер производства UNIVAC, использовавшийся в ВМС США в 1970-х годах для небольших и средних корабельных/береговых систем управления. Имел энергонезависимую память на ферритовых кольцах. Размещался в кубическом стальном корпусе, свободно проходившем через 25-дюймовые (63 см) двери и люки. Был разработан и производился компанией Sperry Univac, — структурным подразделением корпорации Sperry Rand. Модернизацию компьютера осуществляла компания Univac Defense Systems в структуре той же корпорации. Программное обеспечение для компьютера было разработано независимо друг от друга Simulation Systems Tecnologies, Inc. (SSTi) и Command Control and Communications Corp. (4C). В качестве рабочего языка программирования использовался ANS Fortran.

## История
В 1972 году, когда миниатюрные компьютеры стали широко внедряться в системы управления, начальник Управления снабжения ВМФ (англ. Chief of Naval Material) издал приказ о внедрении AN/UYK-20(V) в качестве стандартного компьютера в боевые системы, требующие цифровых процессоров небольшой мощности. Контракт с компанией Unisys был подписан в 1973 году, производство началось в 1974 году. AN/UYK-20 стал первым в серии стандартных 16-разрядных компьютеров для ВМC. За ним последовали AN/UYK-44 и AN/AYK-14.
На жаргоне пользователей, — военных программистов и операторов, — назывался «Yuck Twenty» (чит. «як-твенти»).

## Курс подготовки
Кроме применения в корабельных системах управления использовался для обучения техников систем обработки данных. Восьми- или десятинедельный курс состоял из следующих секций:
- Макрокоманды
- Микрокоманды
- Процессор/Эмулятор
- Память
- Ввод/Вывод
- Устранение неисправностей

AN/UYK-20 до сих пор используется на старых кораблях, однако по большей части заменён компьютерами AN/UYK-44 с той же системой команд.

## Технические характеристики
Компьютер обладал следующими характеристиками
:
- Разрядность: 16 бит с возможностью адресации 8- и 4-битовых блоков
- Тип памяти: ферритовые кольца
- Объём памяти
  - AN/UYK-20: 8—64 к слов
  - AN/UYK-20A: 32—262 к слов (блоками по 32 к слов)
- Производительность
  - Обращение к памяти: 0,75 мкс
  - Операция сложения: 0,84 мкс
  - Операция умножения: 3,3 мкс
  - Операция деления: 6,4 мкс
- Число команд: 283
- Число портов ввода-вывода: 16
- Габариты
  - высота: 508 мм
  - ширина: 483 мм
  - глубина: 610 мм
- Масса: 104 кг
- Средняя наработка на отказ: 2000 часов